# Хазелюнне
Хазелюнне (нем. Haselünne) — город в Германии, в земле Нижняя Саксония.
Входит в состав района Эмсланд. Население составляет 12 741 человек (на 31 декабря 2010 года). Занимает площадь 159,2 км². Официальный код — 03 4 54 019.
| Год  | Население |
| ---- | --------- |
| 1990 | 10 932    |
| 1995 | 11 558    |
| 2000 | 12 299    |
| 2005 | 12 595    |
| 2010 | 12 861    |

## Города-побратимы
- Сен-Флур (Франция, с 1979)

## Фотографии

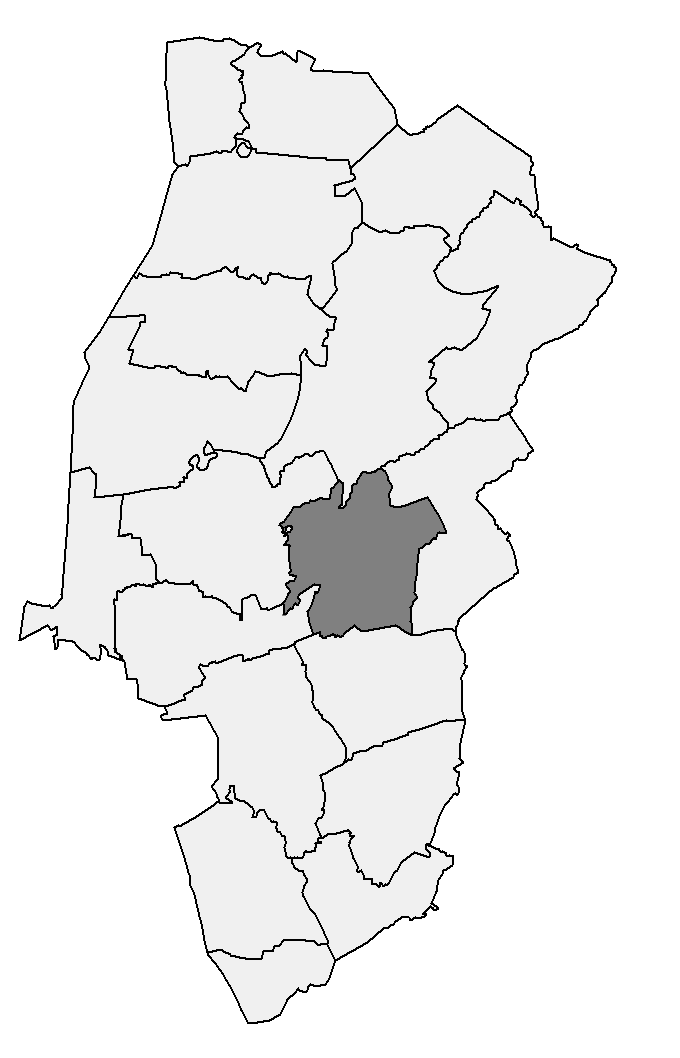
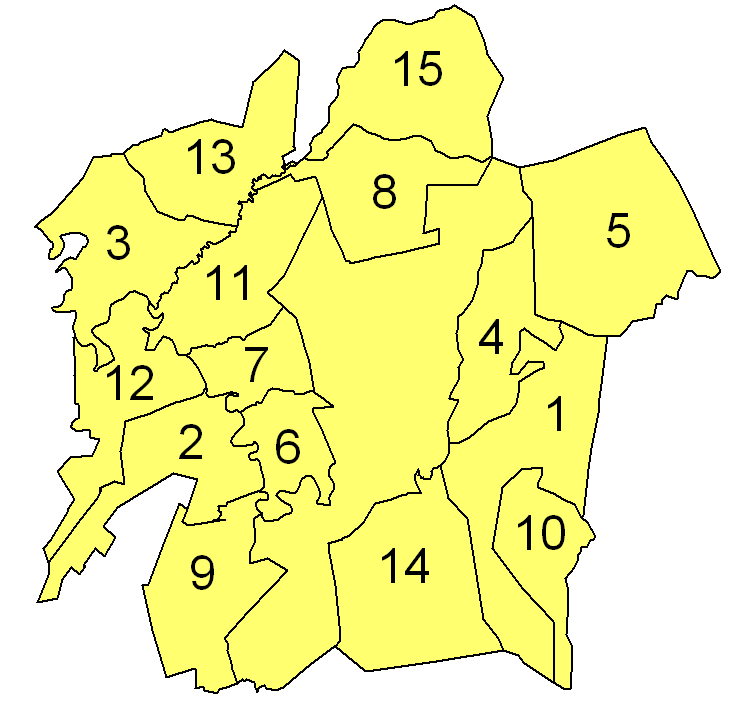
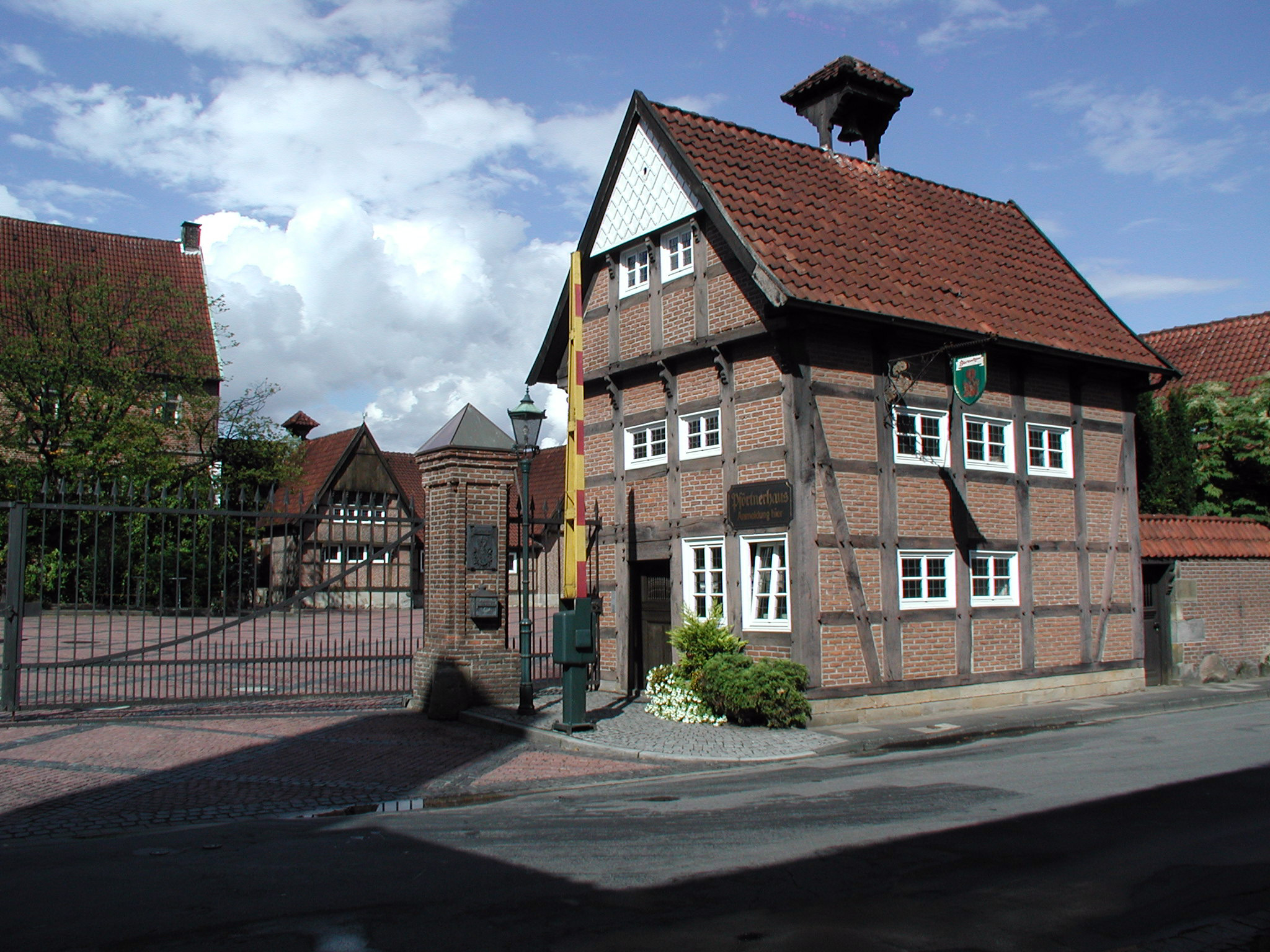
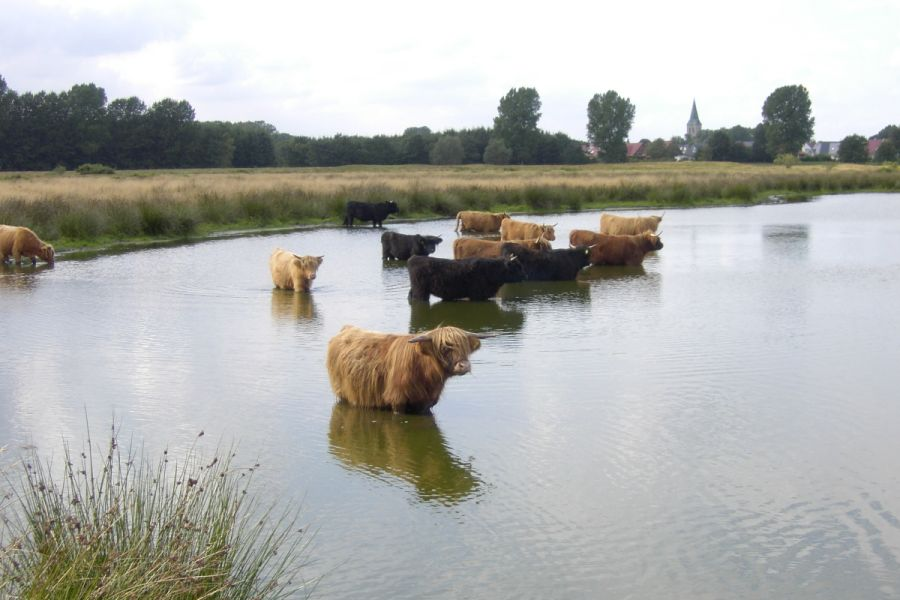
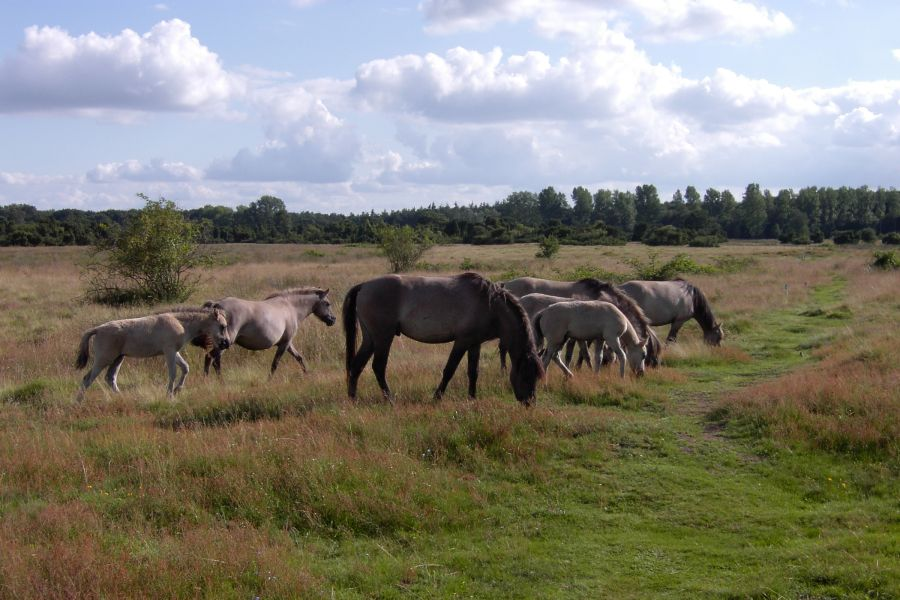